# Leininger Unterhof
Le Leininger Unterhof est un château baroque situé dans la ville de Grünstadt, en Rhénanie-Palatinat, qui sert aujourd'hui en partie de Maison de retraite et d'Établissement ou service social ou médico-social et en partie à d'habitation privée.

## Histoire du château
Pendant la guerre de succession du Palatinat en 1689, Grünstadt fut pillée et partiellement incendiée par les Français. En 1690, ils incendièrent ou firent sauter le château fort d'Altleiningen et dévastèrent tout le comté de Linange. En raison de l'inhabitabilité du château ancestral d'Altleiningen, le comte au pouvoir Philipp Ludwig von Leiningen-Westerburg-Rixingen fit agrandir l'ancienne cour du monastère de Lungefeld à Grünstadt en une résidence sous le nom de château d'Unterhof à partir de 1698. Cette ferme monastique avec les terres et les droits associés a été cédée de manière révocable à la famille de Linange par le monastère de Lungefeld (Glandern) en 1549.
Lorsque le comte Philipp Ludwig tomba lors de la bataille de Cassano en 1705, son fils unique, ses frères et ses proches parents masculins étaient déjà morts. Avec lui, les lignées familiales Leiningen-Westerburg-Rixingen et Leiningen-Westerburg-Leiningen s'éteignent dans la lignée masculine. Son héritage passa à parts égales à des parents éloignés, les frères Christoph Christian (1656-1728) et Georg II Carl Ludwig (1666-1726) de la lignée familiale Leiningen-Westerburg-Schaumburg. Les deux frères reprirent ensemble le comté palatin de Linange et exercèrent le pouvoir à tour de rôle chaque année. Tous deux fondèrent leur propre lignée familiale, Christoph Christian la lignée Leiningen-Westerburg-Altleiningen et Georg II Carl Ludwig celle de Leiningen-Westerburg-Neuleiningen. Les frères résidaient à Grünstadt en raison de la destruction des châteaux forts d'Altleiningen et de Neuleiningen. Christoph Christian s'installait dans le château d'Unterhof, déjà construit par son prédécesseur, le comte Philipp Ludwig, et l'achetait en 1735 au monastère de Glandern en tant que gage.. Georg II Carl Ludwig construisit à proximité un nouveau château, le château d'Oberhof, à partir de 1716. Les deux châteaux servirent de résidences aux comtes jusqu'à la fin de leur règne à la suite de la Révolution française et de ses conséquences. Le 24 février 1793, l'Unterhof fut occupé et pillé par les Français.
Johann Nepomuk van Recum (1753-1801), frère d'Andreas van Recum, acheta la manufacture de porcelaine de Frankenthal (de) en 1795 et la dirigea comme fabrique de grès à Grünstadt (de) à partir de 1801. Le château d'Unterhof lui servait d'entreprise et de résidence. En 1805, ses successeurs acquièrent la propriété à bas prix auprès de l'État français. Des rénovations et de nouveaux bâtiments ont été réalisés. Par la suite, les propriétaires ont changé plusieurs fois. À la fin du XXe siècle, l'usine de grès quitte l'ensemble immobilier. L'aile ouest et l'aile sud reliant les ailes est et ouest ont été démolies en 1974 et reconstruites sous une forme différente. De l'ancienne cour basse, seule l'aile est, qui s'étend du sud au nord et atteint le front de l'Obergasse, a été conservée ; à l'est, à l'entrée de l'ancien parc du château, se trouvent également deux guérites baroques.
Aujourd'hui, le château et ses nouvelles ailes servent d'unités d'habitation et il existe un lien spatial avec la « résidence pour personnes âgées du Leininger Unterhof » au sud, qui utilise certaines parties du complexe.

## Parc immobilier
La façade du château se trouve sur l'Obergasse. La seule aile est d'origine s'étend dans une direction nord-sud. Le bâtiment principal au toit mansardé comporte trois étages avec 7 axes de fenêtres. Au nord, vers l'Obergasse, se trouve un bâtiment plus jeune et classique de deux étages avec six axes de fenêtres. 
À l'est, en direction de l'église Saint-Martin, se trouve l'ancien parc du château, aujourd'hui espace vert public. Sur sa façade à l'Obergasse, se trouvent deux corps de garde ou guérites baroques avec des pilastres d'angle bossages et un toit en croupe brisé. 
Attenante à l'aile est au sud se trouve une aile de liaison nouvellement construite avec l'aile ouest également nouvellement construite. Dans son mur de façade faisant face à l'Obergasse, un blason historique en pierre provenant des bâtiments du château démolis avec les armoiries de l'alliance du comte Georg Hermann (1679-1751) et de sa seconde épouse Charlotte Wilhelmine née von Pappenheim (1708 – 1792) a été muré. 

## Galerie

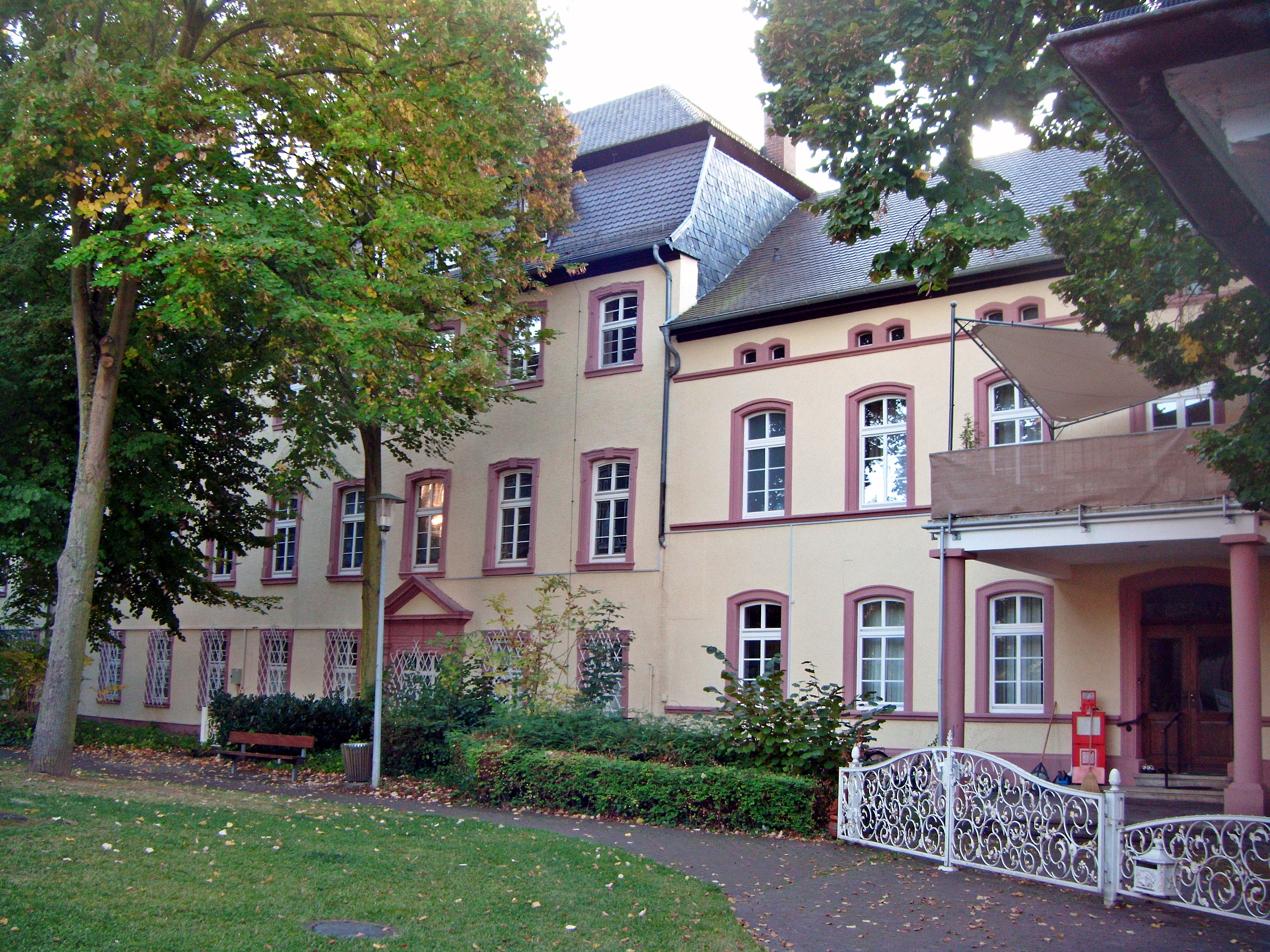
Aile Est vue du parc
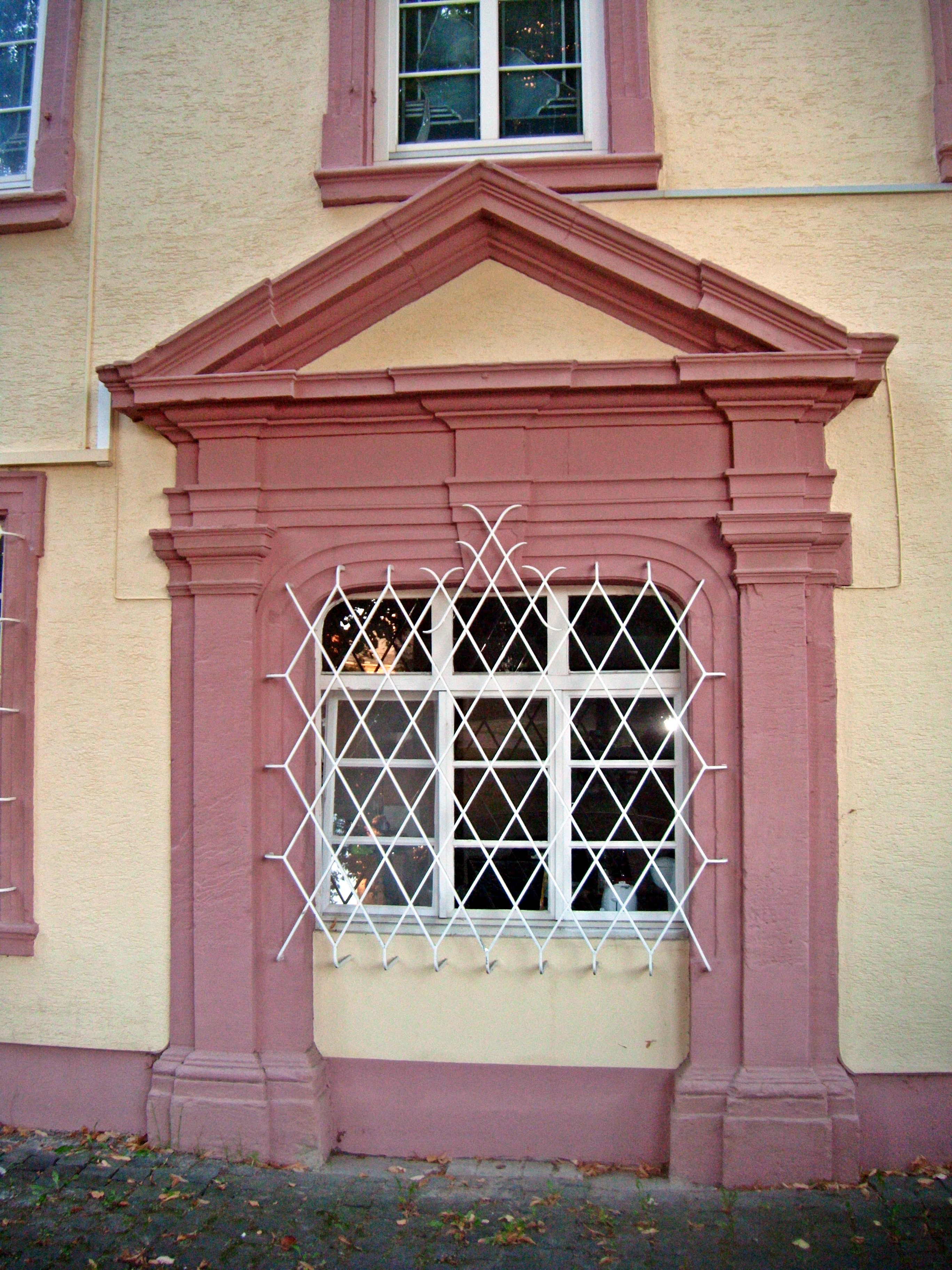
Portail principal muré du parc
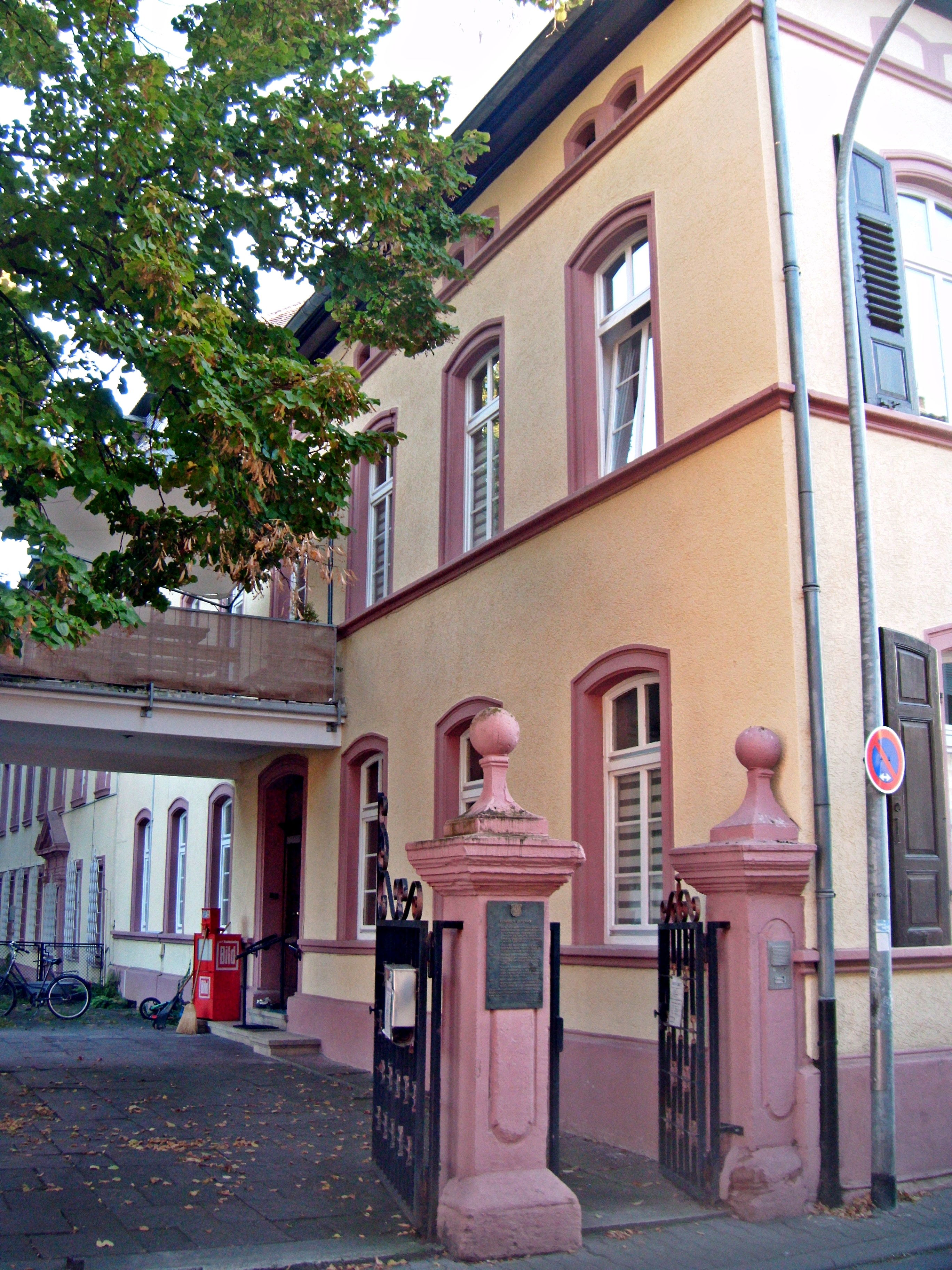
Entrée de l'est, côté parc
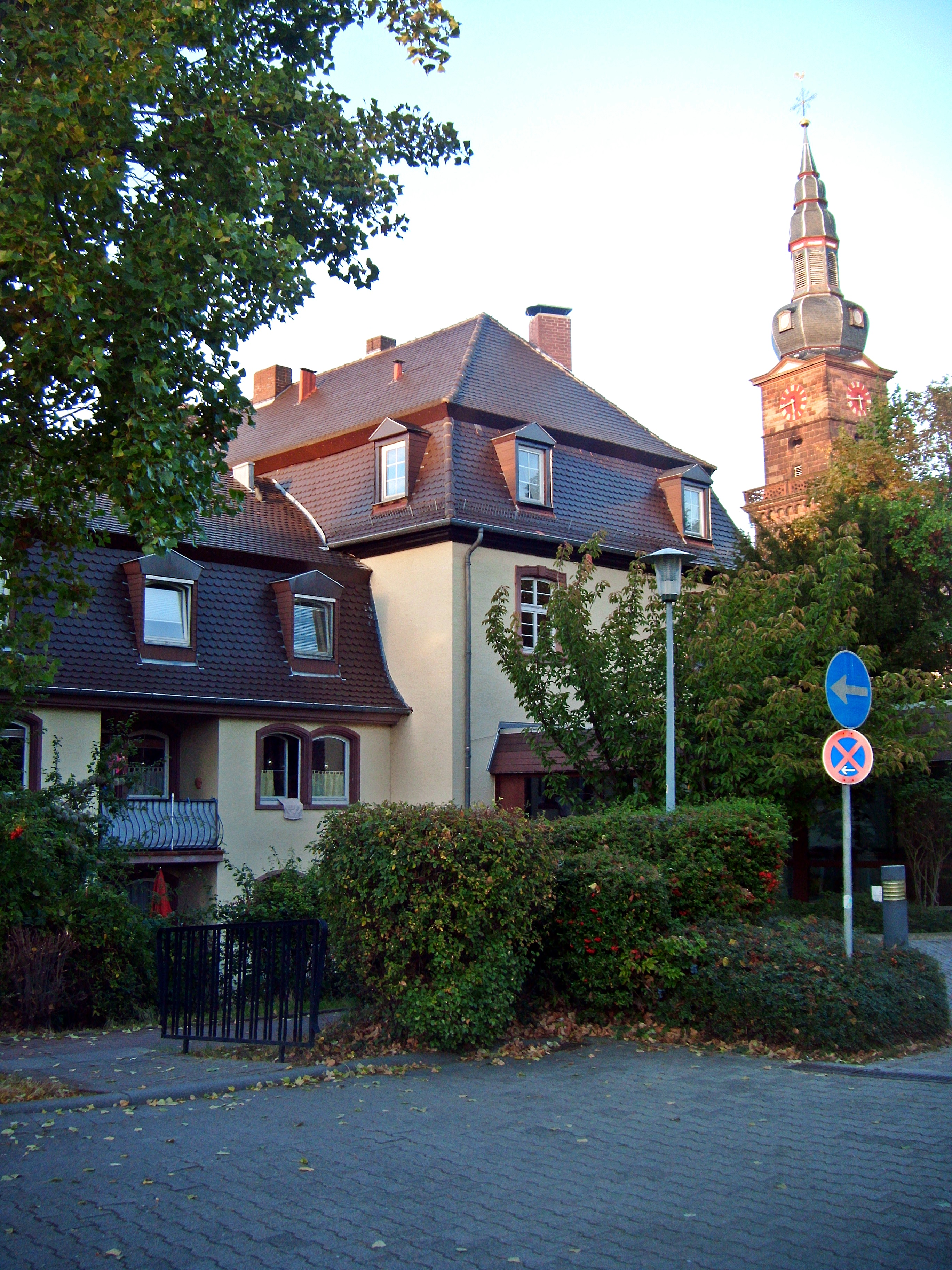
Aile est, vue du sud-ouest ;
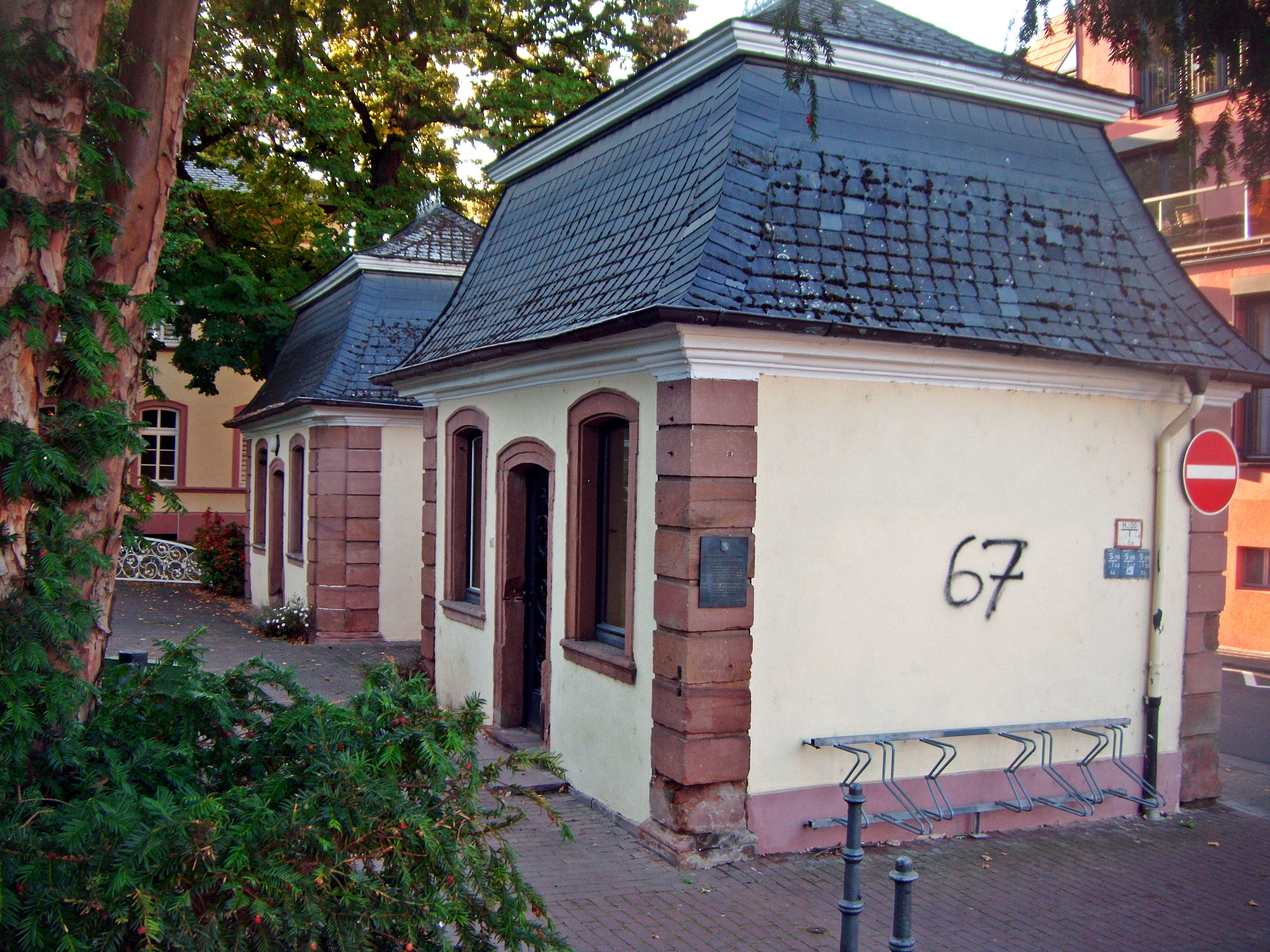
Poste de garde du parc du château
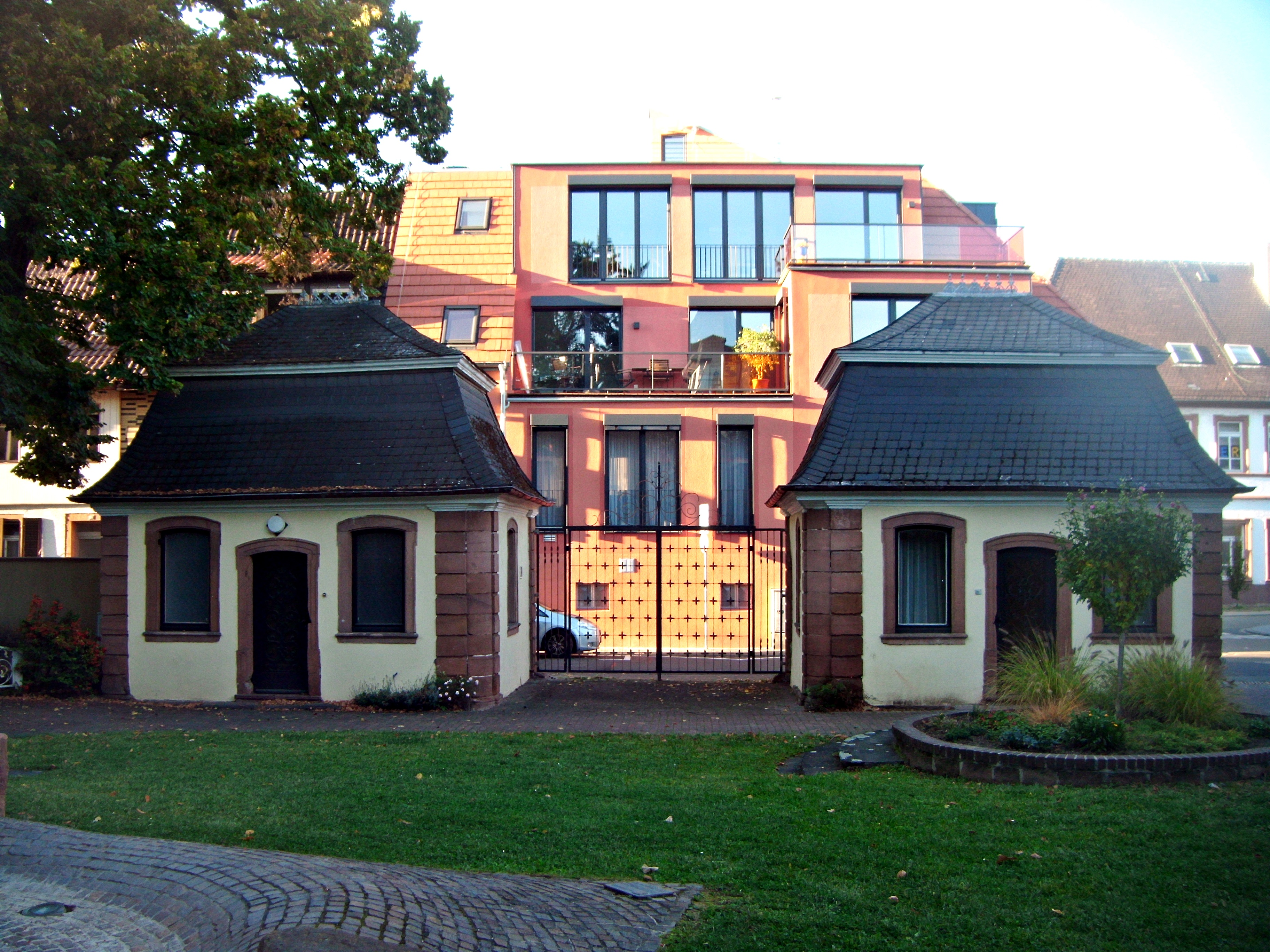
Postes de garde dans le parc du château, derrière à droite le Leininger Oberhof
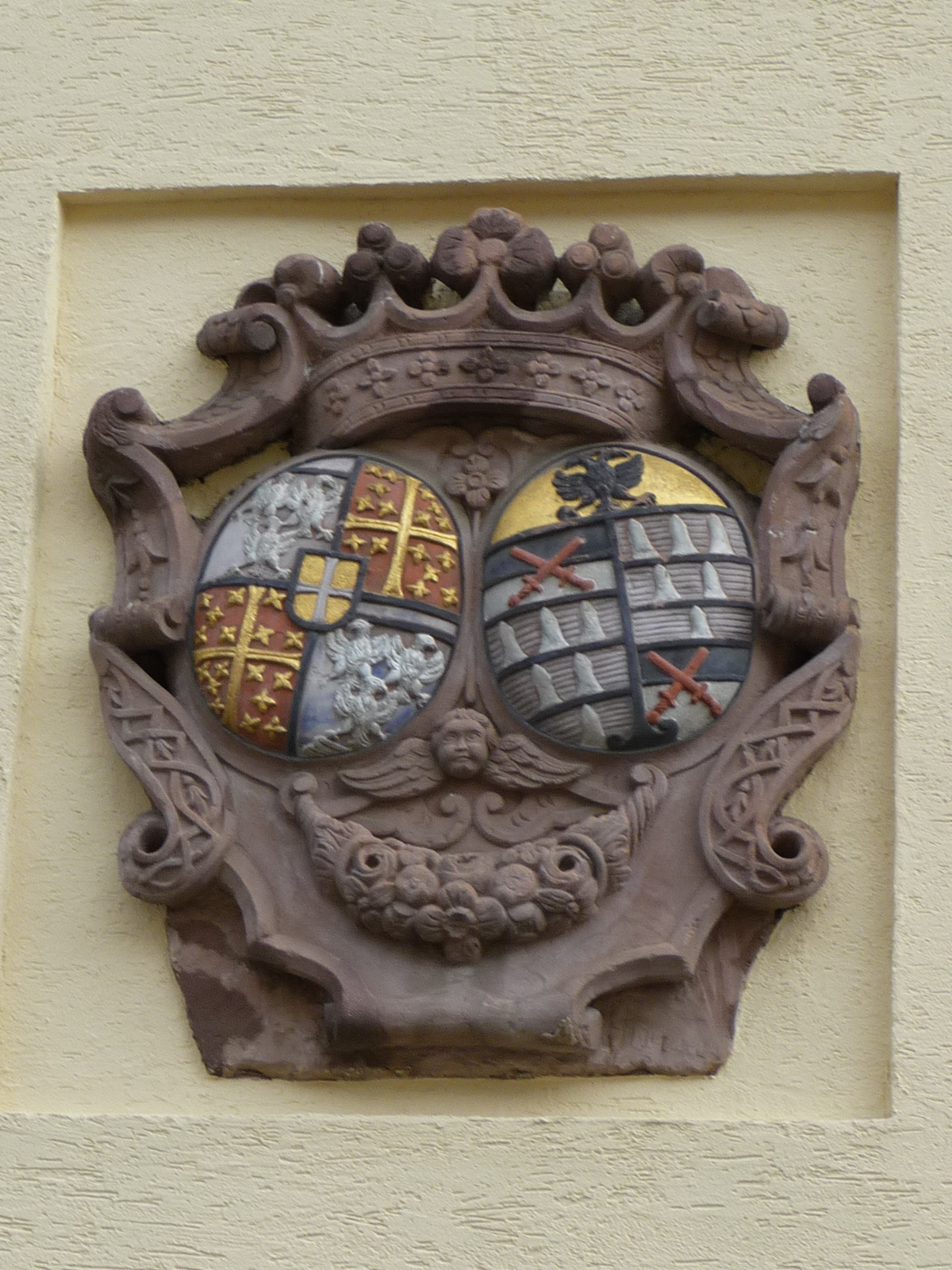
Pierre d'armoiries
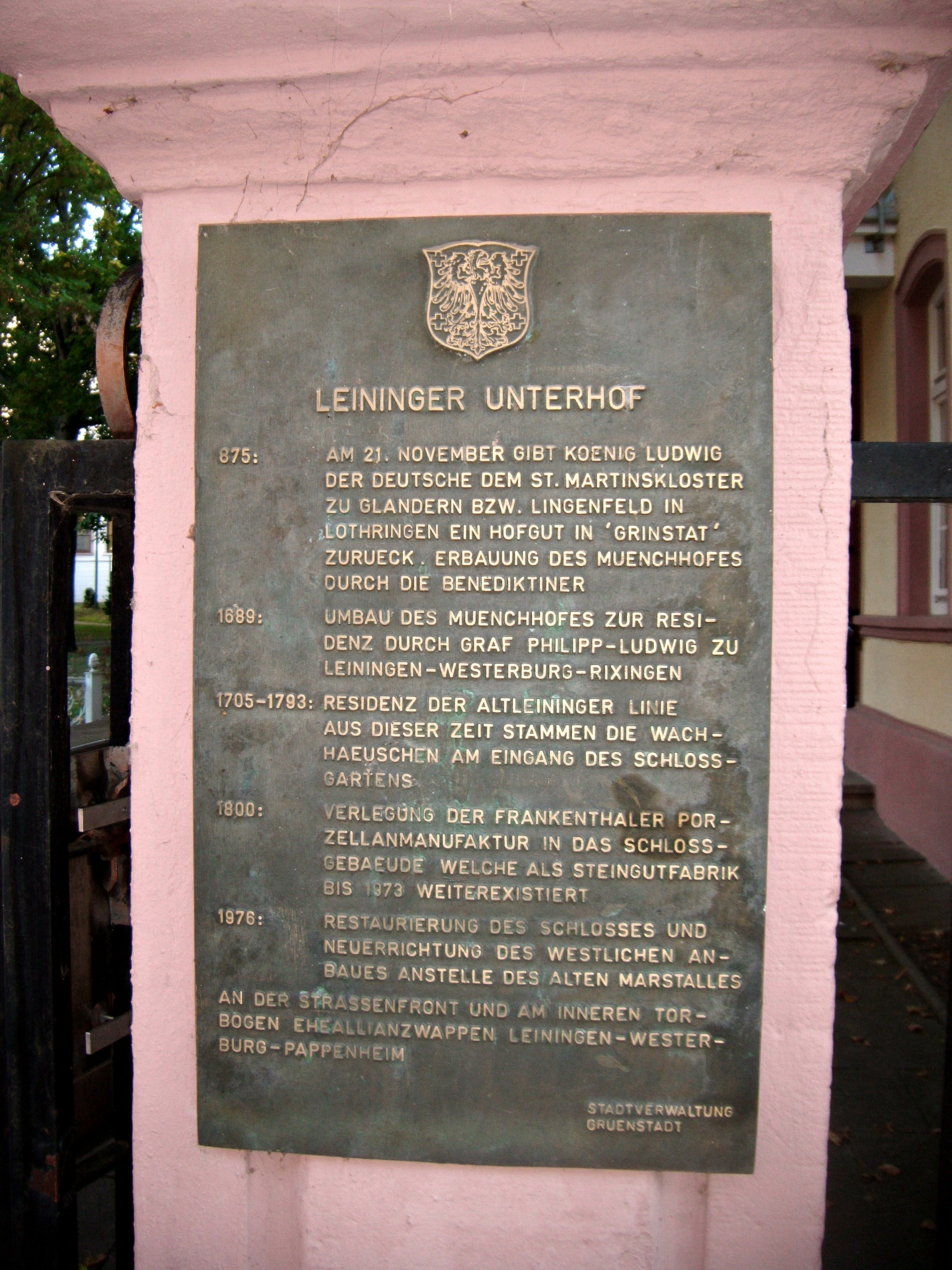
Plaque de l'administration municipale
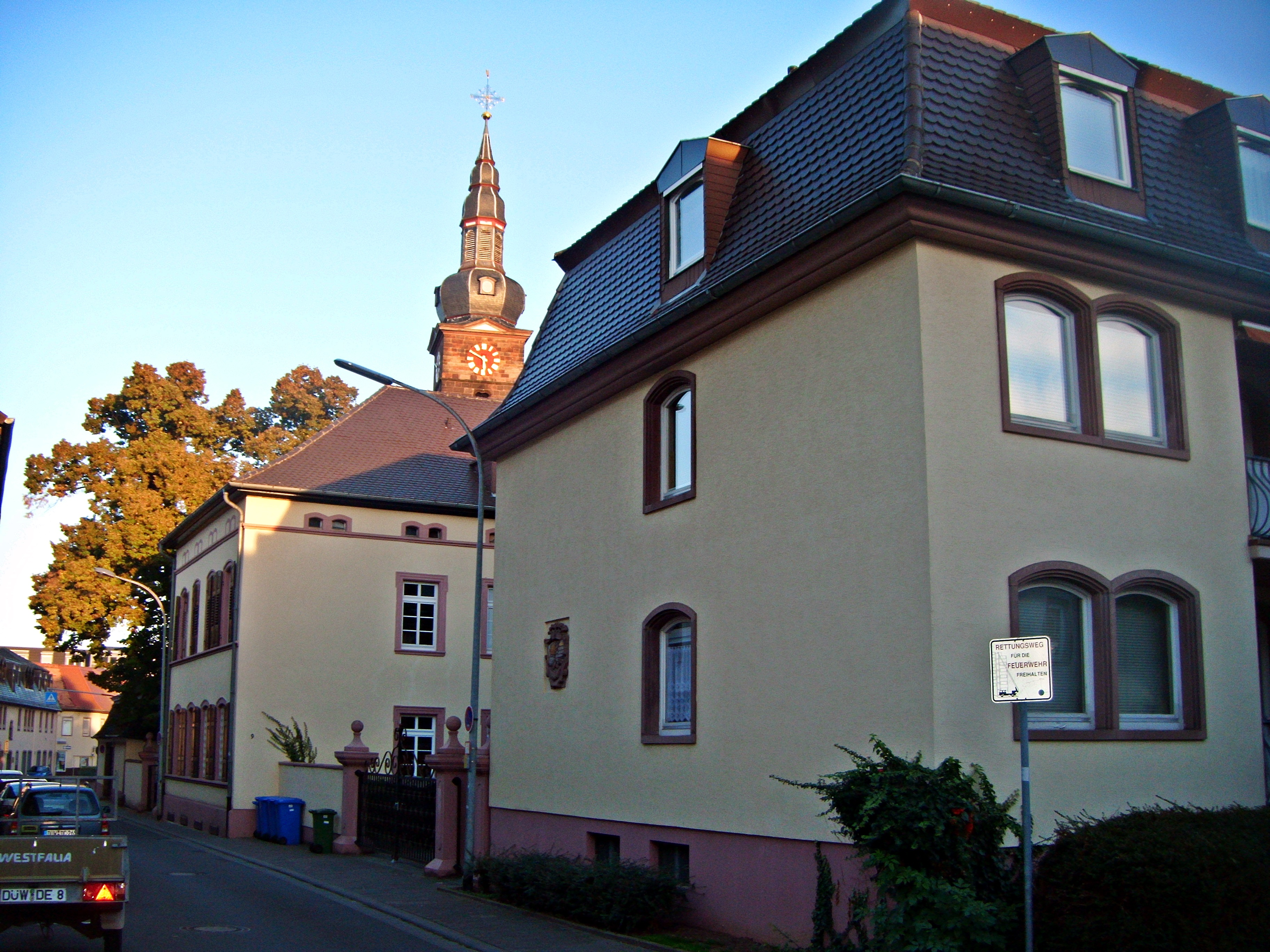
Front nord-ouest ; à droite la nouvelle aile ouest avec la pierre des armoiries, à gauche l'aile est d'origine

## Littérature
- Landesamt für Denkmalpflege: Die Kunstdenkmäler von Bayern. Regierungsbezirk Pfalz, VIII. Stadt und Landkreis Frankenthal, Oldenbourg Verlag, München 1939, S. 269
- Hans Heiberger: Die Grafen zu Leiningen-Westerburg. Kiliandruck Dinges, Grünstadt 1983, S. 38, 72 u. 73,  (ISBN 3-924386-00-5)

## Liens extérieurs
- AlleBurgen: Unterhof (Grünstadt)